# Polizeiruf 110: Fliegende Holländer
Fliegende Holländer ist ein deutscher Kriminalfilm von Ulrich Stark aus dem Jahr 2001. Der Fernsehfilm erschien als 234. Folge der Filmreihe Polizeiruf 110.

## Handlung
Vor einem Jahr wurde in Volpe die achtjährige Nathalie überfahren. Vater Hartmut Lamprecht ist seither in Trauer. Ralf Lohse, Inhaber der Großwäscherei Lohse, steht ihm zur Seite und versucht ihn auf andere Gedanken zu bringen. Auch Streifenpolizist Sigi Möller trauert ein wenig, wurde er doch von seiner langjährigen Freundin Gabi Bauer verlassen, die sich aktuell mit ihrem neuen Freund am Kongo aufhält. Er versucht, sich ein wenig mit der Bäckereiangestellten Anita zu trösten. Kalles Versuch, ihn mit Hund Strolchi abzulenken, schlägt fehl, und so muss Kalle den Hund nun selbst pflegen. Über Strolchi lernen die Polizisten Sigi und Kalle schließlich Luzy kennen, die bei Volpe einen Öko-Bauernhof betreibt. Kalle ist von ihr angetan, erfährt jedoch kurze Zeit später von LKA-Polizeirat Gisbert Diesbach, dass der Biohof wegen Verstoßes gegen das Betäubungsmittelgesetz unter Beobachtung steht. Über einen holländischen Laster sollen wohl in Kürze Tiefkühlhühnchen geliefert werden, die mit Ecstasy-Pillen gefüllt sind.
In Volpe wird der junge Udo Hackenberg tot aufgefunden. Er wurde anscheinend überfahren, auch wenn er eine Kopfverletzung hat. Hackenberg arbeitete als Fahrer bei Lohse und wohnte auf dem Biohof. Dass er kleine Mengen Drogen bei sich hatte, bestärkt das LKA nur in seiner Vermutung, dass der Biohof ein Umschlagplatz für Drogen ist. Da auch Hackenbergs Fall nun Teil der LKA-Ermittlungen wird, kommen Sigi und Kalle ein ums andere Mal zu spät mit ihren Ermittlungen. Andere Dinge passieren. Taubenzüchter Plonner, den die Polizisten bereits aus einem früheren Fall kennen, gibt an, den Fahrer gesehen zu haben, der Hackenberg umgefahren hat. Er will seine Erkenntnisse aufmalen.
Der Biohof erhält die Hühnchenlieferung des holländischen Lasters Flying Dutchman. Kurz darauf befiehlt Diesbach den Zugriff, der zu zahlreichen durchsägten Frosthähnchen führt, jedoch keine Drogen zutage bringt. Diesbach hat den falschen Laster observiert. Dennoch wird sich Luzy verantworten müssen, da sie normale Hühnchen als Bioware verkauft hat. Luzys Bruder Felix hat unterdessen ein Rendezvous mit Petra Seckelmann, der Frau von Kalles einstigem Lehrer Seckelmann, und wird kurz darauf von Sigi und Kalle mit Messerstichen im Rücken aufgefunden. Nach kurzen Ermittlungen kann Petras Mann, ein notorischer Trinker, als Täter verhaftet werden. Auch Hackenbergs Tod wird aufgeklärt. Zwar behauptet Lohse, den jungen Mann umgefahren zu haben, doch zeigt Plonners Zeichnung eindeutig Hartmut Lamprecht als Fahrer des Wagens. Lamprecht gibt die Tat zu: Er habe Hackenberg erschlagen und später am Fundort niedergelegt, der derselbe Ort war, an dem auch Nathalie tot aufgefunden wurde. Hackenberg habe damals seine Tochter überfahren. Tatsächlich war Hackenberg laut Dienstplan an diesem Tag zu einer Fahrt eingeteilt und ebenso wurde Hackenbergs Auto nach dem Unfall repariert. Plonner erklärt jedoch, dass Hackenberg an dem Tag Urlaub genommen hatte, um ihm mit seinem Taubenschlag zu helfen. Erst jetzt gesteht Lohse, dass er Nathalie überfahren hat. Sie sei ihm vors Auto gelaufen. Alle Fälle sind geklärt und Sigi und Kalle gehen zu Luzy. Hier ist auch Anita – die sich als Luzys Lebensgefährtin entpuppt. Desillusioniert gehen die Polizisten davon.

## Produktion
Fliegende Holländer wurde Anfang 2001 in Brilon sowie in München und Umgebung gedreht. Die Kostüme des Films schuf Corinna Dreyer-Vizzi, die Filmbauten stammen von Petra Heim. Der Film erlebte am 30. Dezember 2001 auf dem Ersten seine Fernsehpremiere.
Es war die 234. Folge der Filmreihe Polizeiruf 110. Sigi Möller und Kalle Küppers ermittelten in ihrem 7. Fall. Erstmals fehlt die Figur Gabi Bauer, die in allen vorherigen Folgen Sigis Freundin war und im sechsten Fall Bruderliebe von Sigi ein Kind erwartete. Gabi-Darstellerin Andrea Sawatzki war nach Ende des sechsten Falls aus der Reihe ausgestiegen.

## Kritik
Der ‚Polizeiruf‘ glänzt mit „1-a-Landeier-Humor“, schrieb die TV Spielfilm. „Der Sauerland-Krimi macht richtig lustig“ lautete das Fazit. Die Frankfurter Rundschau lobte den Film, der ein „liebevoll gemachter, rundum sympathischer Krimi [… sei], der mehr zu bieten hat als manch ein großspurig angekündigtes ‚Fernsehereignis‘.“ Die Berliner Morgenpost schrieb, dass „der Plot mit einer Reihe überraschender Wendungen, die bis zum Schluss für Spannung sorgten“, überzeugte.
Die Leipziger Volkszeitung befand, dass der Film „weder richtig lustig noch richtig spannend“ war: „Es sind zu viele Psychodramen unterwegs zwischen Volpe und Bio-Hof, als dass man den angeheiterten Ton einfach durchziehen könnte. So schwankt ‚Fliegende Holländer‘ wie ein Rohr im Wind, versucht, den leichten Ton trotz drohender Seelenschwere durchzuziehen – und endet im Tiefflug.“